# Anelosimus monskenyensis
Anelosimus monskenyensis – gatunek pająka z rodziny omatnikowatych.
Gatunek ten opisany został w 2006 roku przez Ingiego Agnarssona.
Samce osiągają od 1,8 do 1,9 mm, a samice od 1,9 do 2,55 mm długości ciała. Brawa prosomy jest jasnobrązowa do ciemnobrązowej. Wszystkie oczy są zbliżonych rozmiarów. Wysokość nadustka jest u samca 1,9, a u samicy 2,1 raza większa niż średnica oczu przednio-środkowej pary. Na wierzchu opistosomy obecna ciemna, liściokształtna, powcinana plama, biało obrzeżona. Odnóża jasnożółte, pierwsza para z przyciemnionymi udami i odsiebnymi częściami goleni. Samca cechuje krótki, prosty i niepodzielony embolus, o czubku krótszym niż u A. dude.
Pająk znany wyłącznie z góry Kenia w Kenii.